# Albert Lemaître (peintre)
Pour les articles homonymes, voir Albert Lemaître (homonymie) et Lemaître.
Albert Lemaître, né 1er août 1886 à Liège et mort 4 mai 1975 à Milhars (France), est un peintre belge de paysages, de marines et de scènes d’extérieur. Il est surtout connu comme le peintre des jeux de reflets sur l’eau.

## Biographie
Fils d’un directeur d’école, Albert Lemaître étudie de 1901 à 1904 à l’Académie des beaux-arts de Liège, où il est l'élève d’Adrien de Witte (dessin) et d'Évariste Carpentier (peinture). De 1904 à 1906, il poursuit sa formation à Paris, à l’Académie Julian où travaille notamment le nu intégral, alors inconnu à Liège. De ce séjour à Paris, naît une amitié profonde avec Georges Duhamel et Charles Vildrac. 
Particulièrement attiré par le paysage, Lemaître, grand voyageur, se tourne vers les eaux et les ciels méditerranéens comme en témoignent d’ailleurs nombre de ses voyages à Venise en 1908 et 1912 notamment, à Grenade en 1910, à la Côte d’Azur en 1914, en Yougoslavie en 1922, en Grèce, etc. Sa palette chaude est marquée par l'impressionnisme et surtout le fauvisme. 
En 1912, il présente sa première exposition personnelle à Liège. Il exposera également à Paris en 1913. Son talent est consacré par le Prix Donnay et le Prix de la ville de Liège.
En 1914, engagé volontaire, Lemaître est gazé et reconnu invalide de guerre. Son médecin lui conseille de longs séjours dans le Midi, il s'installe à Saint-Tropez, avant d'acquérir une demeure à Milhars, dans le Tarn, où, depuis 1945, il séjourne plusieurs mois par an.
En 1920, il épouse Marie Vrebosch à Vincennes en France. 
Les voyages se succèdent. La Hollande et la Bretagne « aux grands ciels lavés » s’ajoutent aux terres ensoleillées.
En 1922, il est nommé membre de la Commission administrative des musées de Liège. Il sera d’ailleurs chargé, en 1930, de renouveler la présentation de la collection du musée des beaux-arts de Liège.
De 1937 à 1952, il enseigne la peinture à l’Académie des beaux-arts de Liège où il inaugure un cours de paysage.
En 1949, en tant que cofondateur du groupe d'art « 10 Pointes et Brosses » avec José Delhaye, Robert Liard, Georges Comhaire, Jean Donnay, Flory Roland, Jean Debattice, Joseph Zabeau, Marceau Gillard, et Edgar Scauflaire, il contribue à la diffusion et à la vitalité de la vie artistique liégeoise.
En 1955, il voyage en Espagne.
En 1959, il reçoit le prix de la Province de Liège.
Outre ses expositions personnelles, il participe à de nombreuses expositions internationales notamment à Amsterdam, à Londres, à Barcelone, en Pologne...
Albert Lemaître meurt le 4 mai 1975 dans sa propriété de Milhars dans le Tarn.

## Styles et jugements
« Que Lemaître se soit aussi complètement voué au paysage ne doit pas nous étonner. Il est venu à l’art au moment où le message impressionniste, un peu tardivement, atteignait la Wallonie et suscitait sa renaissance. Ce fut, dès lors, un des tenants les plus fidèles et il en adoptera toutes les pratiques... Pour ce pleinairiste et luministe intégral, enflammer la crête des vagues, illuminer une eau qui divise les rayons, incendier l’atmosphère et les grands bâtiments clairs, sont des jeux royaux et incomparables. En outre, comme cet artiste adroit pratique à merveille l’art de mettre en cadre, comme il construit solidement et vise nettement au tableau, ses œuvres ensoleillées conquièrent aisément à leur optimiste et rayonnante vision. »

— Jules Bosmant.

« Albert Lemaître est, à l’Académie de Liège, le disciple le plus doué d’Évariste Carpentier, le plus impressionniste aussi, bien que son luminisme s’écarte rapidement du style de Monet. Il parfait sa formation à l’académie Julian à Paris au moment où les Matisse, les Derain et les Vlaminck rugissent à qui mieux mieux dans leur « cage aux fauves ». On imagine facilement l’intérêt que ceux-ci éveillent sur la sensibilité du jeune Liégeois. Souvent la surface de l’eau envahit de ses méandres bariolés sa composition, de sorte que le peintre réserve peu de place au ciel. En revanche, la lumière du ciel vient s’écraser violemment  pour provoquer de véritables flaques claires sur les objets. La touche vibratile de Monet est devenue chez Lemaître, une tache qui tend à devenir avec les années, un véritable aplat, réalisant par le jeu des contrastes colorés un clair-obscur violent. Nul doute que se fait sentir en cela l’influence, naissante pour lui, du fauvisme. »

— Serge Goyens de Heusch.

## Technique
Albert Lemaître mettait un soin particulier à choisir un matériel de qualité (toiles, pinceaux, couleurs) et à le préparer pour peindre sur site, quelle qu'en soit l'accessibilité. Sur sa palette parfaitement organisée, il utilise un pinceau pour chaque couleur. Après plusieurs essais, à la fin de sa vie, il opte pour un format carré.

## Quelques œuvres
- Musée Charlier, Bruxelles
  - Les Oriflammes de la place Saint-Marc à Venise
- Musée des beaux-arts de Liège
  - Terril sous la neige
  - L'église des jésuites, Venise (1908)
  - Vue de l’Abbazia Deserto, Venise (1912)
  - L'église Saint-Georges, Venise
  - Rotterdam (1914)
  - Le Bateau rouge (1919)
  - Les Chênes-lièges (Provence) (1920)
  - Le Moulin de la Rania (Yougoslavie) (c. 1924)
  - Le Port de Bordeaux
  - La Lavandière
- Musée des beaux-arts de Tournai
  - Le Port de Bordeaux

## Expositions
- 1914 : Salon des peintres liégeois, juin, Palais des Beaux-Arts, Liège[6].
- 1983 - 1989 : Chefs-d’œuvre des Musées de Liège, exposition itinérante qui se déroule à Paris en 1983 ; Bruxelles et Lille en 1984 ; Bogota et Caracas en 1986 ; Tokyo et Osaka en 1988 ; Lausanne en 1988-1989.